# Agnes Bruckner
Pour les articles homonymes, voir Bruckner.
Agnes Bruckner est une actrice américaine, née le 16 août 1985 à Hollywood.

## Biographie
Agnes est née à Hollywood, en Californie, d'un père hongrois et d'une mère russe qui ont divorcé depuis; son grand-père paternel était allemand. Ses parents se sont rencontrés en Hongrie et ont immigré aux États-Unis en 1984 en passant par un camp de réfugiés en Italie. Elle a deux sœurs et un frère.
Agnes parle un peu russe et parle couramment le hongrois.
Elle pratique la danse, le ballet depuis l'âge de cinq ans et a d'abord voulu poursuivre une carrière en tant que danseuse. À l'âge de huit ans elle a travaillé comme modèle enfant à la suggestion de sa mère et est également apparue dans un concours de beauté.
Elle a grandi dans le quartier Los Feliz de Los Angeles, en Californie, jusqu'à cinq ans et a vécu à Portland, Oregon, jusqu'à dix ans. Elle est revenue avec sa famille à Los Angeles pour poursuivre une carrière d'acteur.
Agnes & son compagnon Alefaio Brewer ont eu un fils prénommé Sebastian Lopeti Brewer, le 30 mars 2016.
Elle fait ses débuts dans la série Amour, Gloire et Beauté dans le rôle de Bridget Forrester.
Elle joue son premier rôle principal dans le film indépendant Blue Car avec David Strathairn.
Dans les années 2000, d'autres rôles mineurs à la télévision et au cinéma ont suivi, comme dans La Prison de verre et Calculs meurtriers.
Elle tient les rôles principaux dans les films d'horreur : Venom, The Woods et Le Goût du sang.
Elle joue également dans les films : L'Histoire, Haven, Dreamland et Le Guerrier pacifique.
A la télévision, elle est apparue dans les séries : Pacific Blue, Alias, 24 heures chrono, New York, section criminelle, Private Practice, Hawaii 5-0, Covert Affairs et Once Upon a Time.
En 2013, elle joue le rôle principal du téléfilm Anna Nicole : Star déchue qui retrace la vie de l'ex-playmate Anna Nicole Smith
En 2015, elle tient le rôle de Nikki Banks dans la série The Returned.

## Filmographie

### Cinéma
- 1997 : Girl : Lydia
- 1998 : The Shrunken City (vidéo) : Lori
- 2001 : La Prison de verre (The Glass House) : Zoe
- 2002 : Blue Car de Karen Moncrieff : Megan « Meg » Denning
- 2002 : Home Room (en) : Cathy
- 2002 : Calculs meurtriers (Murder by Numbers) : Lisa Mills
- 2003 : Rick (en) : Eve O'Lette
- 2004 : L'Histoire (Stateside) : Sue « of the Dubervilles » Dubois
- 2004 : Haven : Pippa Ridley
- 2005 : Venom : Eden
- 2006 : Dreamland : Audrey
- 2006 : The Woods : Heather Fasulo
- 2006 : Le Guerrier pacifique (Peaceful Warrior) : Susie
- 2007 : Le Goût du sang : Vivian
- 2008 : Motel 2 (en) (Vacancy 2: The First Cut) : Jessica
- 2009 : Kill Theory (en) : Jennifer
- 2011 : Open Gate : Jesselyn
- 2011 : Le Fiancé aux deux visages : Megan McAllister
- 2012 : A Good Funeral : Junior
- 2012 : The Pact : Nichole
- 2012 : The Millionaire Tour : Billie
- 2012 : The Baytown Outlaws : Les Hors-la-loi (The Baytown Outlaws) : Mona
- 2012 : The Citizen (en) : Diane
- 2012 : Breaking the Girls : Sara Ryan
- 2013 : Wrong Cops : Julia
- 2013 : A Bit of Bad Luck : Heather

### Télévision

#### Séries télévisées
- 1999 : Amour, Gloire et Beauté (The Bold and the Beautiful) : Bridget Forrester
- 2000 : Pacific Blue : Connie Lamb
- 2001 : Le Fugitif (The Fugitive) : Mallory Wickes
- 2001 : Les Anges du bonheur (Touched by an Angel) : Lisa
- 2002 : Alias : Kelly McNeil
- 2003 : 24 heures chrono (24) : Linda
- 2006 : New York, section criminelle (Law and Order: Criminal Intent) : May
- 2009 : Dirty Sexy Money : Daphné
- 2009 : Private Practice : Heather
- 2011 : Hawaii 5-0 : Tanya
- 2012 : Facing Kate : Lea Ferran
- 2012 : Covert Affairs : Zarya Fischer
- 2015 : Once Upon a Time : Lily Page
- 2015 : The Returned : Nikki Banks

#### Téléfilms
- 2004 : Les Remords d'une mère (The Iris Effect) : Katya
- 2013 : Anna Nicole : Star déchue (Anna Nicole) : Anna Nicole Smith

## Distinctions
- Nomination au Young Artist Award du meilleur second rôle féminin en 2003 pour Calculs meurtriers.
- Nomination au prix de la meilleure actrice, lors des Film Independent's Spirit Awards en 2004 pour Blue Car.
- Prix de la meilleure actrice, lors du Method Fest en 2006 pour Dreamland.